# 時空異邦人KYOKO
《時空異邦人KYOKO》是由種村有菜在集英社《Ribon》連載，少女、奇幻漫畫作品。

## 概要
在30世紀的未來，星球已經被統整為地球國的國家。因為想要喚醒妹妹。憂公主的響古，不過必須要找出12個神之石和12位能力者，手邊的時空石認可響古成為主人。響古要如何找到其他11個能力者和神之石呢……？

## 登場角色
配音員是「Ribon」2001年11月號的應募者全員用服務規劃被發佈的原創動畫版錄像的東西。

### 異邦人
朱臣響古/時空異邦人（聲：水野理紗）
6月10日生，A型，地球國的公主，憂的義雙胞胎姐姐，其實不是真正的王族，不是人類。身為異邦人的領導者，喜歡逆瀧，個性開朗，時常裝可愛，也是位體貼的好公主。
神逆瀧/水晶異邦人（聲：林伊織）
7月21日生，A型，龍族的皇子，響古的保鑣，冰月的弟弟，做事負責，愛碎碎唸，有點遲鈍又少根經。喜歡響古。擁有變成一條迷你龍的能力。
神冰月/魔冰異邦人（聲：植木誠）
9月8日生，O型，逆龍的哥哥，響古的保鑣，消滅龍族的魔族（參考第三集），個性溫柔體貼，會隨著響古的頑皮一起胡鬧，喜歡響古。
桃人華蓮/桃花異邦人
3月12日生，A型，響古的好朋友，花族的族長，個性溫柔，有男性恐懼症（觸碰到男會流眼淚），但是華蓮對木耳滿有免疫力（參考第二集）。
黃西沙來/雷鳴異邦人
4月17日生，O型，蛇族的首領，曉良的弟弟，喜歡水乃，心直口快的搞笑男。
蒼波水乃/流水異邦人
2月1日生，B型，銀牙的妹妹，魚族的首領，是個戀兄情結的人魚，是作者種村有菜最喜歡的角色。
茶碧葉樹/木葉異邦人
樹族的首領，溫柔個性好，怕死。
芽綠風麻/疾風異邦人
風族的首領，身高140公分，幼稚的小鬼，好像喜歡葉樹，愛吃。
煌紫鳥羽/飛鳥異邦人
鳥族的首領，溫柔的好男人，喜歡華連。
焰燐/火焰異邦人
鬼族的首領，男人婆，是鬼族人很尊敬的人物，愛錢。
白季剎那/白雪異邦人
雪族的首領，不愛說話，是個酷酷的人。
麗黑夜深/暗闇異邦人
貓族首領，冰山美人，與剎那很好似的感覺，本性很體貼。

### 地球國
朱臣憂
6月10日生，A型，響古的義妹妹，從出生就一直沉睡著，其實其中有一個大秘密（參考第三集），喜歡冰月。
地球王（聲：植本潤）
4月28日生，O型，地球國的國王，響古的爸爸，有點愛搞笑的人，據說用了最新的醫療科技所以不會老。
巧克力（聲：宍戸留美）
12月24日被撿到，國王的寵物，貓型機器人，本來是被廢棄的褓母機器人，被國王撿到，個性活潑可愛，據說和死去的皇后長的一樣。
杖
為了操縱時間的杖，響古的同伴般存在。嘴巴很壞。那個本體是響古的父親·時空之神柯羅諾斯。

### 木端微塵☆
威多錫克（聲：楠大典）
1月18日生，O型，本名為黃西曉良，“盜賊集團 木端微塵☆”的團長，個性活潑，雖然是盜賊集團不過人也不錯，喜歡響古，額頭有被蛇留下詛咒，有生命危險。
蒼波銀牙（聲：鶴岡聰）
6月3日生，B型，水乃的哥哥，“盜賊集團 木端微塵☆”的副團長，很喜歡曉良（威多錫克），只要曉良有危險並會馬上到達現場。

### 時空之神
柯羅諾斯
能操縱時間的時空之神。響古真正的父親。時空之神的孩子因為在出生時是精神體而必須到16歲時借用人類的身體成長，請求了憂的父親·地球王，把唯一與響古同日出生的人類憂的身體借出。為了讓響古作為時空之神的力量覺醒，把姿態變成時空石（杖）。

## 外部連結
- T.H.E.M. Anime Review's T.S.K. review （页面存档备份，存于）